# Elecciones a la Asamblea de Extremadura de 1995
Las Elecciones a la Asamblea de Extremadura de 1995 se celebraron el 28 de mayo. Con un censo de 845.728 electores, los votantes fueron 662.444 (78,3 %) y 183.284 las abstenciones (21,7 %). El PSOE ganó por mayoría relativa, y consiguió el nombramiento de su candidato, Juan Carlos Rodríguez Ibarra, como presidente de la Junta merced la abstención de los miembros de IU.

## Resultados
| ← Elecciones a la Asamblea de Extremadura de 1995 → |                                                                  |                              |          |       |         |     |
| Presidente y gobierno | Partido                                                          | Candidato                    | Votos    | %     | Escaños | +/- |
| - Presidente: Juan Carlos Rodríguez Ibarra - Gobierno: PSOE - Censo: 845.728 - Votantes: 662.444 (78,3%) - Abstención: 183.284 (21,7%) - Válidos: 658.069 - A candidatura: 652.265 (99,1%) | Partido Socialista Obrero Español (PSOE)                         | Juan Carlos Rodríguez Ibarra | 289.149  | 44,33 | 31      | -8  |
| - Presidente: Juan Carlos Rodríguez Ibarra - Gobierno: PSOE - Censo: 845.728 - Votantes: 662.444 (78,3%) - Abstención: 183.284 (21,7%) - Válidos: 658.069 - A candidatura: 652.265 (99,1%) | Partido Popular (PP)                                             | Juan Ignacio Barrero         | 259.703  | 39,82 | 27      | +8  |
| - Presidente: Juan Carlos Rodríguez Ibarra - Gobierno: PSOE - Censo: 845.728 - Votantes: 662.444 (78,3%) - Abstención: 183.284 (21,7%) - Válidos: 658.069 - A candidatura: 652.265 (99,1%) | Izquierda Unida-Los Verdes-Compromiso por Extremadura (IU-LV-CE) | Ricardo Sosa Castaño         | 69.387   | 10,64 | 6       | +2  |
| - Presidente: Juan Carlos Rodríguez Ibarra - Gobierno: PSOE - Censo: 845.728 - Votantes: 662.444 (78,3%) - Abstención: 183.284 (21,7%) - Válidos: 658.069 - A candidatura: 652.265 (99,1%) | Coalición Extremeña (CEx)a                                       | Pedro Cañada                 | 25.168   | 3,86  | 1       | +1  |
| - Presidente: Juan Carlos Rodríguez Ibarra - Gobierno: PSOE - Censo: 845.728 - Votantes: 662.444 (78,3%) - Abstención: 183.284 (21,7%) - Válidos: 658.069 - A candidatura: 652.265 (99,1%) | Socialistas Independientes de Extremadura (SIEx)                 | José Antonio Jiménez García  | 7.722    | 1,18  | 0       |     |
| - Presidente: Juan Carlos Rodríguez Ibarra - Gobierno: PSOE - Censo: 845.728 - Votantes: 662.444 (78,3%) - Abstención: 183.284 (21,7%) - Válidos: 658.069 - A candidatura: 652.265 (99,1%) | Partido Comunista de los Pueblos de España (PCPE)                |                              | 1.136 0, | 0,17  | 0       |     |
| - Presidente: Juan Carlos Rodríguez Ibarra - Gobierno: PSOE - Censo: 845.728 - Votantes: 662.444 (78,3%) - Abstención: 183.284 (21,7%) - Válidos: 658.069 - A candidatura: 652.265 (99,1%) | Centro Democrático y Social (CDS)                                |                              | N/A      | N/A   | 0       | -3  |
| - Presidente: Juan Carlos Rodríguez Ibarra - Gobierno: PSOE - Censo: 845.728 - Votantes: 662.444 (78,3%) - Abstención: 183.284 (21,7%) - Válidos: 658.069 - A candidatura: 652.265 (99,1%) | En blanco                                                        | N/A                          | 5.804    | 0,9   | N/A     | N/A |
| - Presidente: Juan Carlos Rodríguez Ibarra - Gobierno: PSOE - Censo: 845.728 - Votantes: 662.444 (78,3%) - Abstención: 183.284 (21,7%) - Válidos: 658.069 - A candidatura: 652.265 (99,1%) | Nulos                                                            | N/A                          |          |       | N/A     | N/A |

aCoalición de Partido Regionalista Extremeño (PREx), Convergencia Regionalista de Extremadura (CREx) y Extremadura Unida (EU).

### Investidura del presidente de la Junta de Extremadura
| Candidato                                         | Fecha                                                   | Voto       |    |    |   | Archivo:PREx-CREx Regionalistas logo.jpg | Total |
| ------------------------------------------------- | ------------------------------------------------------- | ---------- | -- | -- | - | ---------------------------------------- | ----- |
| Juan Carlos Rodríguez Ibarra (PSOE)               | 12 de julio de 1995 Mayoría requerida: Absoluta (33/65) | Sí         | 31 |    |   |                                          | 31/65 |
| Juan Carlos Rodríguez Ibarra (PSOE)               | 12 de julio de 1995 Mayoría requerida: Absoluta (33/65) | No         |    | 27 | 6 |                                          | 33/65 |
| Juan Carlos Rodríguez Ibarra (PSOE)               | 12 de julio de 1995 Mayoría requerida: Absoluta (33/65) | Abstención |    |    |   | 1                                        | 1/65  |
| Juan Carlos Rodríguez Ibarra (PSOE)               | 14 de julio de 1995 Mayoría requerida: Simple           | Sí         | 31 |    |   |                                          | 31/65 |
| Juan Carlos Rodríguez Ibarra (PSOE)               | 14 de julio de 1995 Mayoría requerida: Simple           | No         |    | 27 |   |                                          | 27/65 |
| Juan Carlos Rodríguez Ibarra (PSOE)               | 14 de julio de 1995 Mayoría requerida: Simple           | Abstención |    |    | 5 | 1                                        | 6/65  |
| Faltó a la segunda votación un diputado de IU-LV. |                                                         |            |    |    |   |                                          |       |